# Jacques David
Pour les articles homonymes, voir Jacques David (homonymie) et David.
Jacques Louis Antoine Marie David, né le 22 décembre 1930 à Saint-Aubin-la-Plaine (Vendée) et mort le 19 décembre 2018 à La Roche-sur-Yon, est un prélat catholique français.
Il a été successivement évêque de La Rochelle et Saintes puis évêque d'Évreux.

## Biographie
Jacques Louis Antoine Marie David est le fils de Pierre David, exploitant agricole, et d'Élisabeth Doyen. Il est le frère du père Bernard David.

### Formation
Originaire de Vendée, il a été élève à l'institution Richelieu de La Roche-sur-Yon, au petit séminaire de Chavagnes-en-Paillers, au grand séminaire de Luçon puis à l'Université pontificale grégorienne à Rome. Il est titulaire d'une licence de droit canonique. Il est ordonné prêtre le 29 juin 1956 pour le diocèse de Luçon.

### Prêtre
Jacques David a été successivement secrétaire de l'évêque de Luçon (1959-1970), curé d'Olonne-sur-Mer (1970-1972), curé doyen des Herbiers (1975-1977), secrétaire général adjoint de l'épiscopat chargé du Secrétariat national de l'opinion publique (1977-1981).

### Évêque
Le 27 juillet 1981, Jean-Paul II le nomme évêque auxiliaire de Bordeaux auprès de Marius Maziers, archevêque de Bordeaux. Il reçoit la consécration épiscopale le 26 septembre suivant, recevant le titre d'évêque in partibus de Girba (de).
Le 21 février 1985, il est nommé évêque de La Rochelle et Saintes.
Le 2 février 1996, il est transféré à Évreux  et prend la difficile succession de Jacques Gaillot. En janvier 2006, ayant atteint l'âge de 75 ans, il remet sa démission au pape Benoît XVI. Il se retire aux Herbiers.
Il a été membre de la Commission épiscopale des mouvements apostoliques et des associations des fidèles, membre du Comité épiscopal de la mission en monde ouvrier et vice-président de la Conférence des évêques de France de 1996 à 1999.

### Retraite
Il prend sa retraite aux Herbiers (Vendée) en 2006.
Il meurt le 19 décembre 2018 à La Roche-sur-Yon.

## Affaire Vadeboncœur
L' affaire Denis Vadeboncœur est une affaire judiciaire mettant en cause le prêtre Denis Vadeboncœur, condamné à deux reprises pour avoir agressé sexuellement des enfants en 1985 au Canada puis en 2005 en France alors qu'il travaille dans le diocèse d'Évreux.
Jacques Gaillot quitte le diocèse d'Evreux en 1995, il affirme avoir informé son successeur Jacques David, des antécédents judiciaires de  Denis Vadeboncoeur « Je lui ai dit ma préoccupation et il m'a entendu ». Jacques David conteste les propos de Jacques Gaillot et indique « Mgr Gaillot m'a dit qu'il y avait un problème avec Denis Vadeboncoeur, mais rien de plus ». Quand l'affaire est révélée au public, Jacques David exprime sa « compassion et miséricorde » pour Denis Vadeboncœur, « sans aucun mot pour la victime ». Il reconnaît qu' « il n'avait perçu que tardivement la gravité » du problème de la pédophilie.